# 怪人フランケンシュタイン
『怪人フランケンシュタイン』（かいじんフランケンシュタイン、I Was a Teenage Frankenstein）は、1957年公開のアメリカ合衆国のホラー映画である。出演はウィット・ビセル、フィリス・コーテス、ゲイリー・コンウェイ。配給はアメリカン・インターナショナル・ピクチャーズ。

## キャスト
- ウィット・ビセル
- フィリス・コーテス
- ロバート・バートン
- ゲイリー・コンウェイ
- ジョージ・リン